# Kawanishi H8K

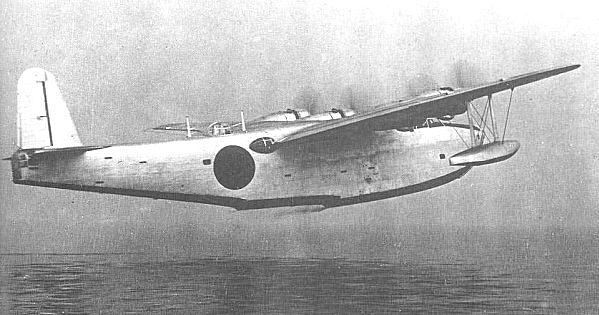
Pierwszy prototyp H8K1 po modyfikacji usterzenia pionowego

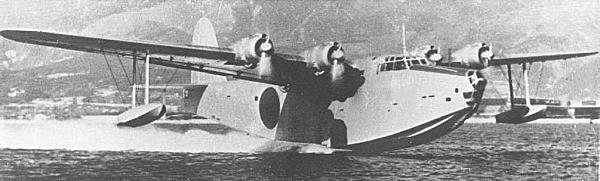
Drugi dodatkowy prototyp H8K1 o numerze seryjnym 73 startuje z wód zatoki Osaka

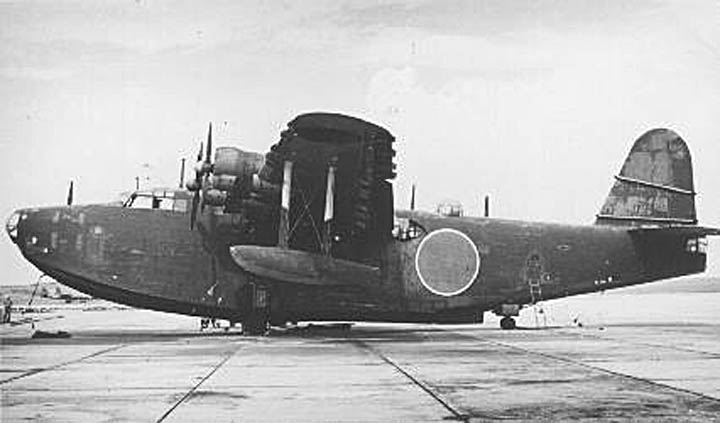
Kawanishi H8K2 na lądzie

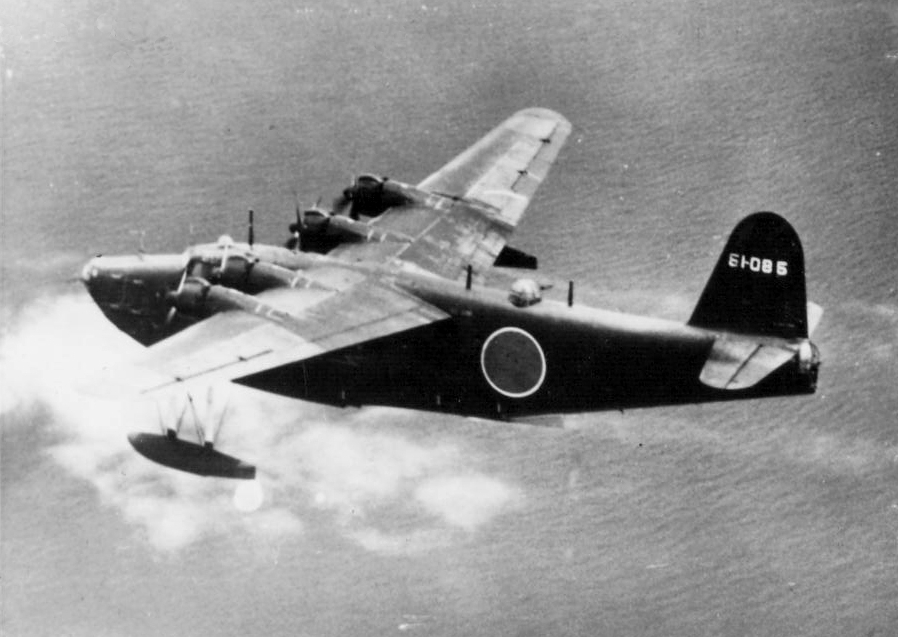
H8K2 Model 12 o oznaczeniu 51-085 z 851. Kokutai, sfotografowany z pokładu amerykańskiego samolotu Consolidated PB4Y-1 z dywizjonu VB-115 (pilot Lt. Stoughton Atwood), który w kilka chwil później zestrzelił go

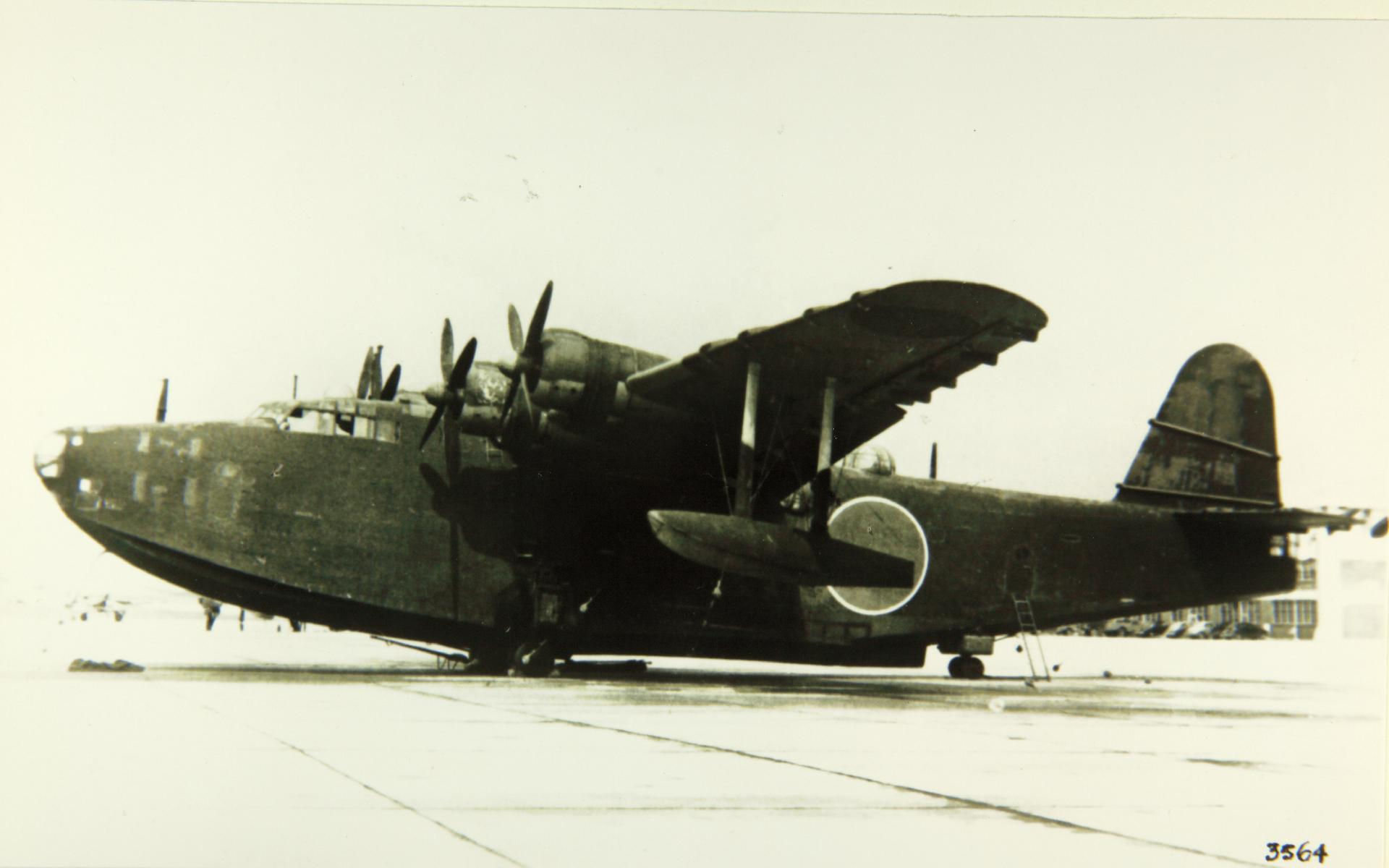
Widok z boku na H8K

Amerykańscy żołnierze oglądają wrak H8K znaleziony w atolu Makin na Wyspach Gilberta

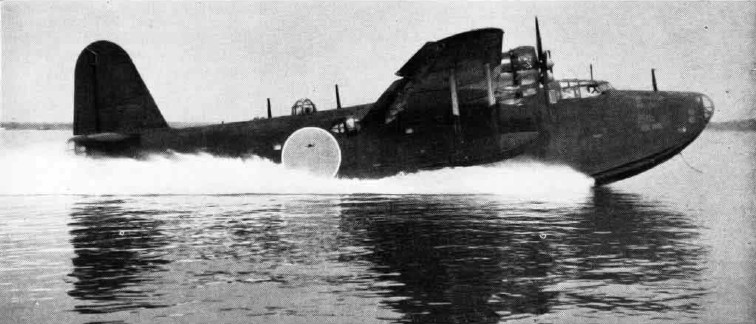
Jedyny zachowany egzemplarz H8K (H8K2 nr 426) startuje do swojego jedynego lotu nad Stanami Zjednoczonymi, 27 sierpnia 1946 roku

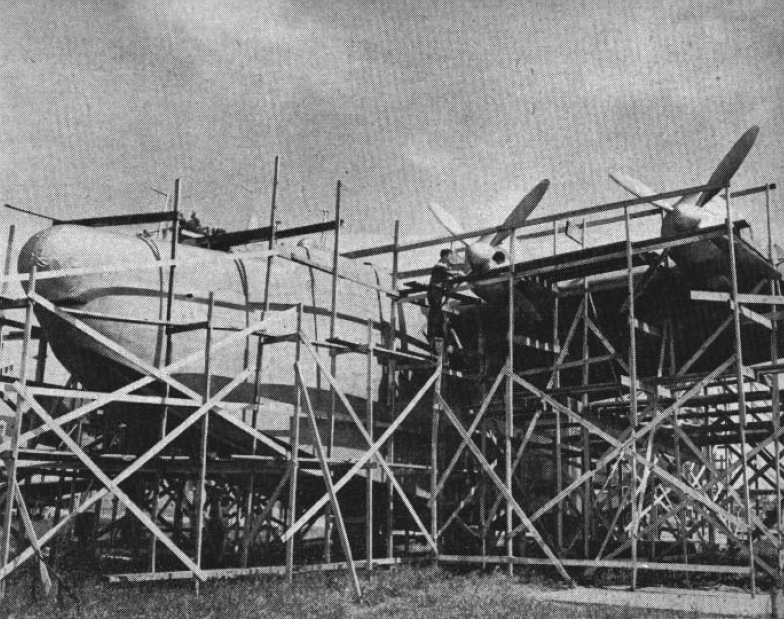
Kawanishi H8K2 nr 426 w NAS Norfolk, 1949 rok

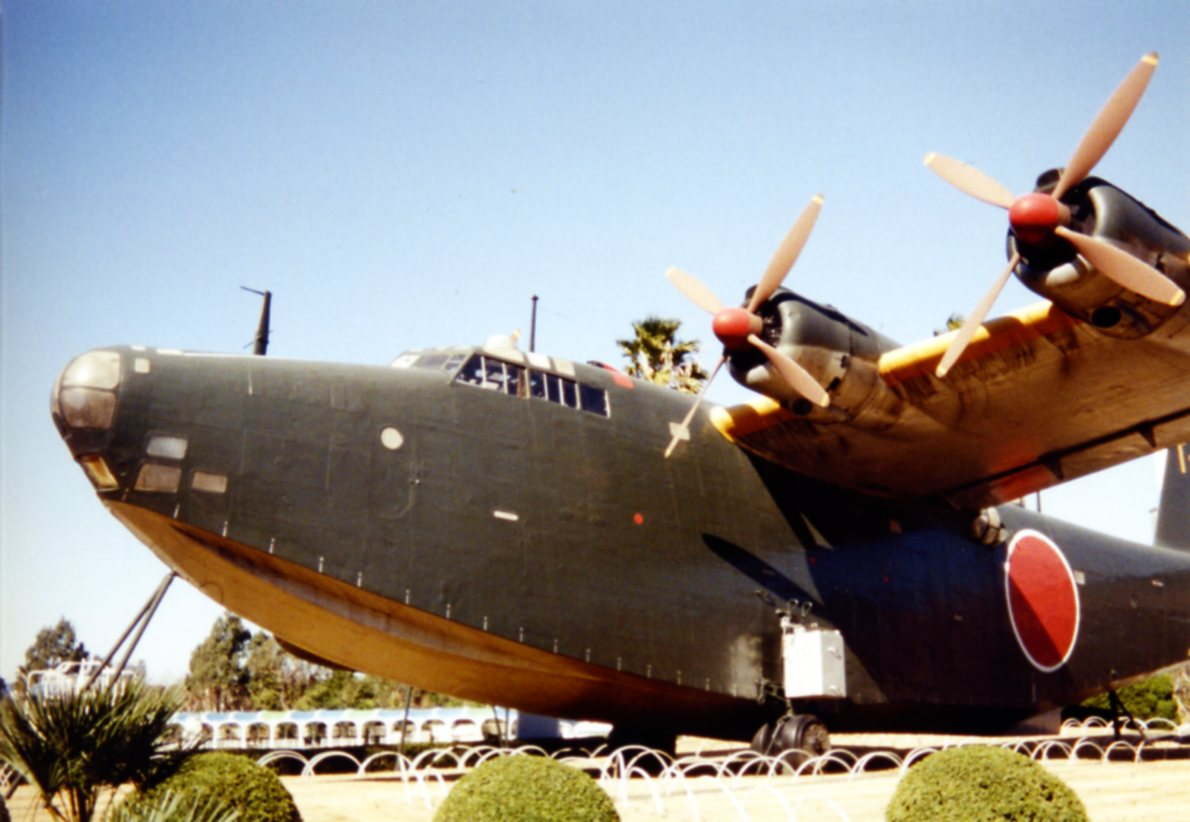
H8K2 nr 426 przed gmachem Museum of Maritime Science w Tokio

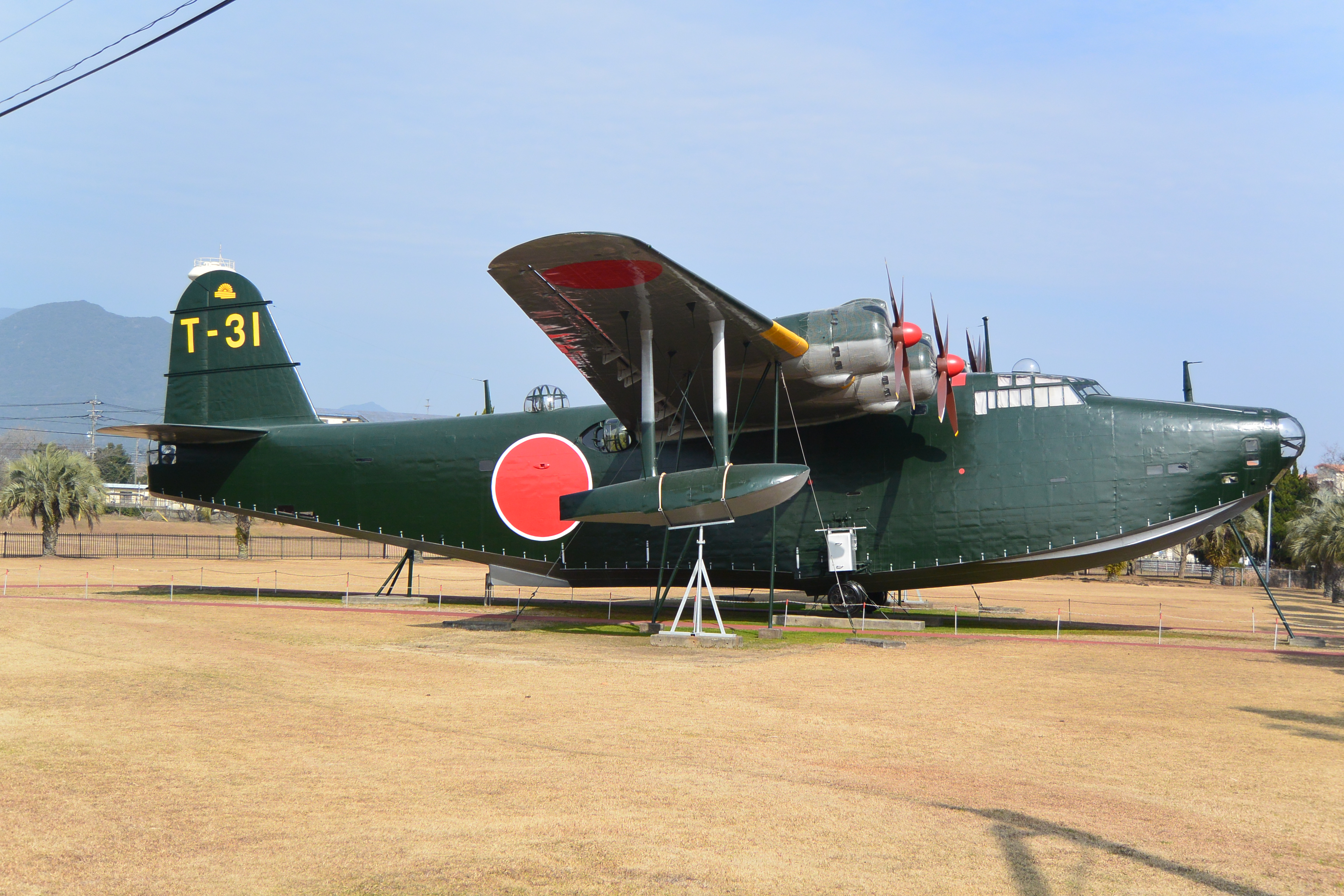
H8K2 nr 426 w bazie Kanoya

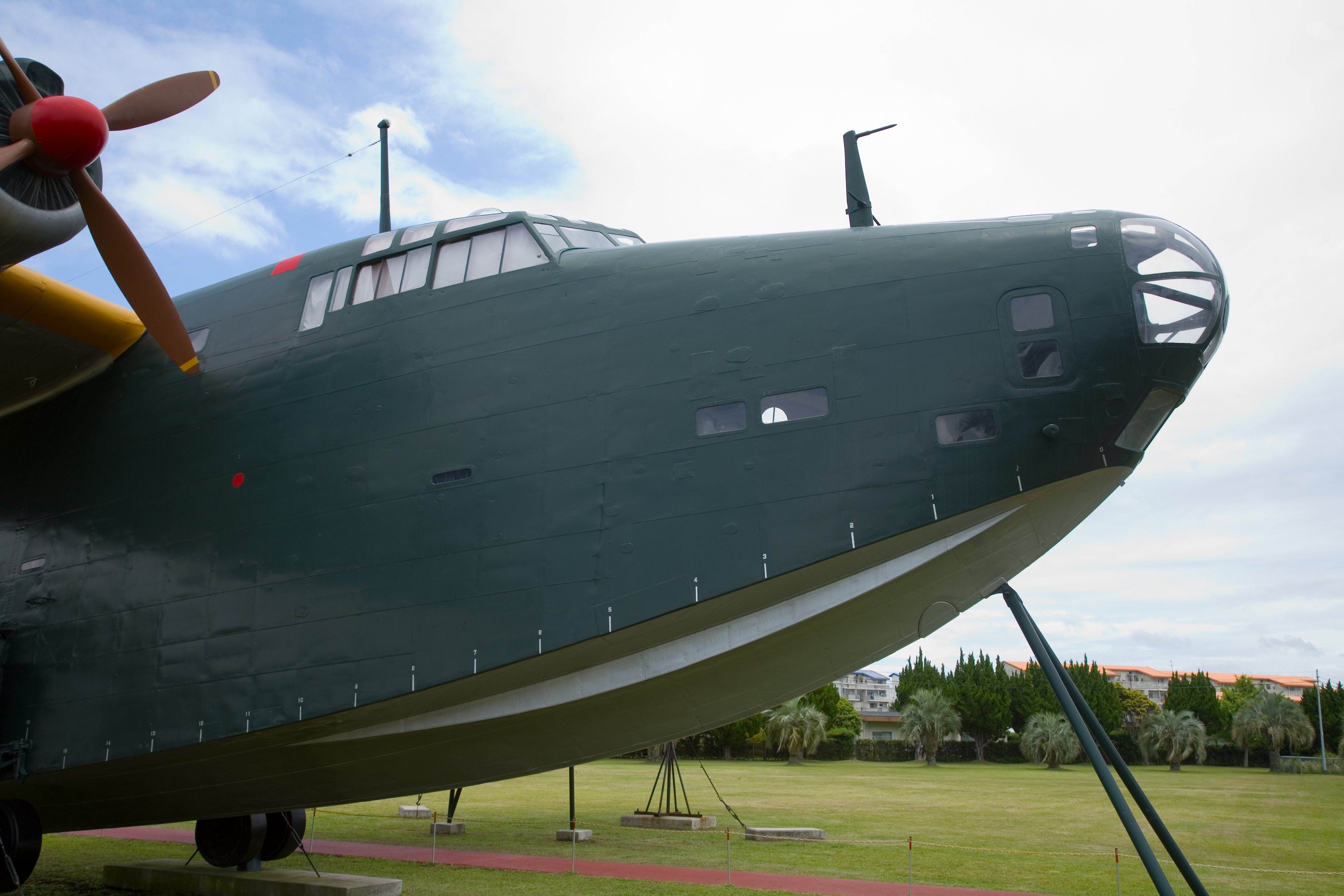
Nos samolotu

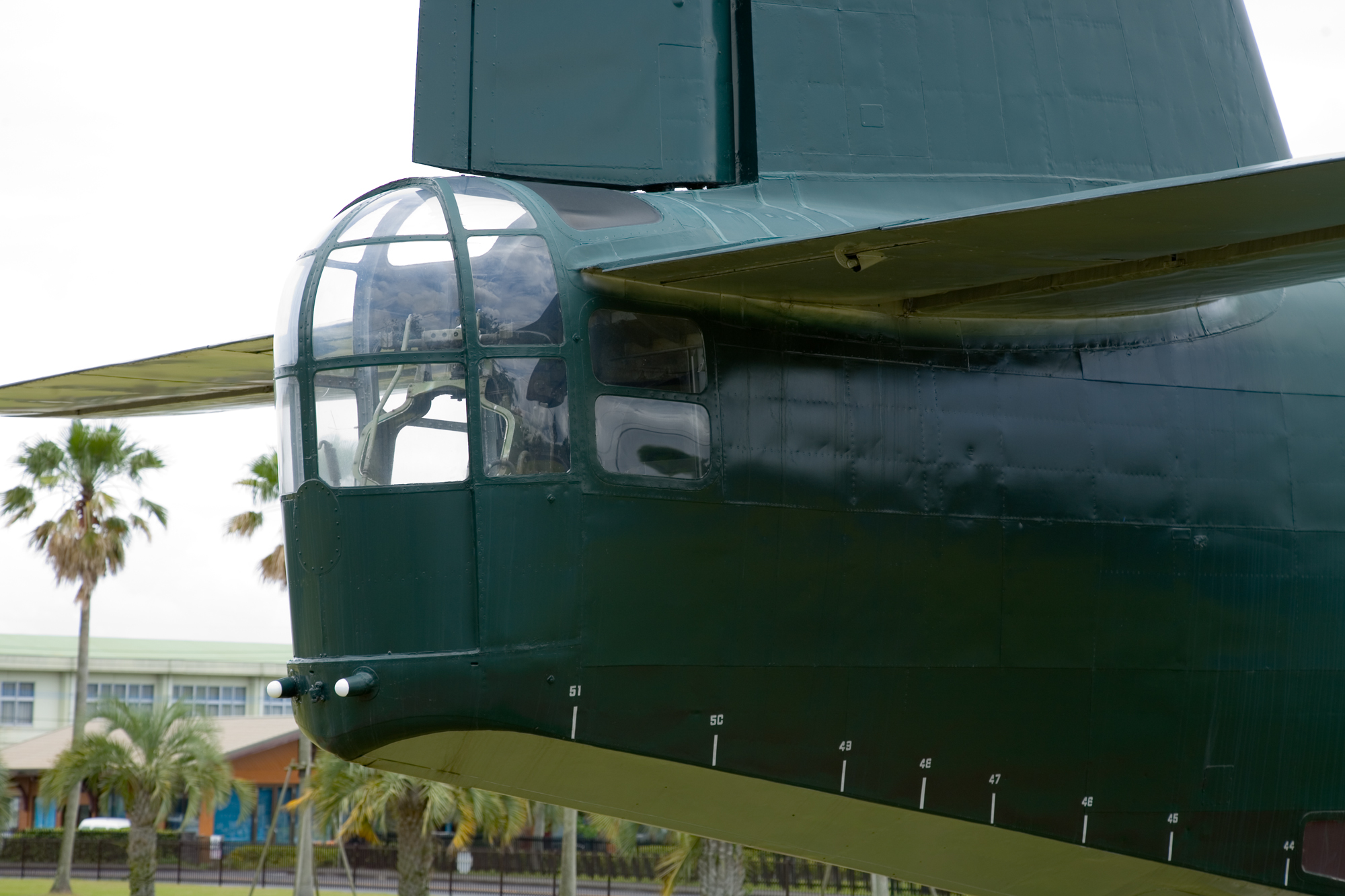
Stanowisko tylnego strzelca

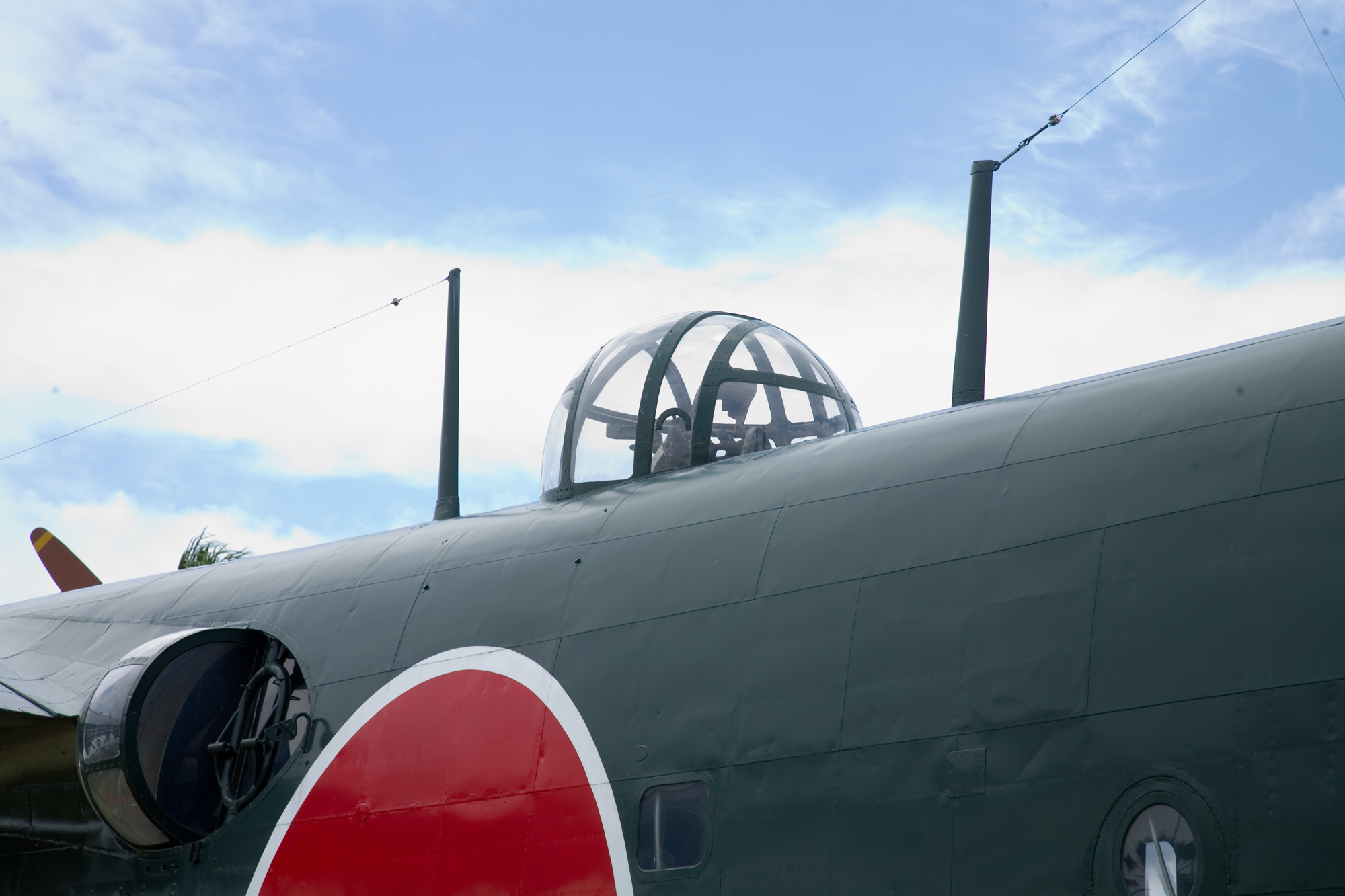
Górna wieżyczka strzelecka

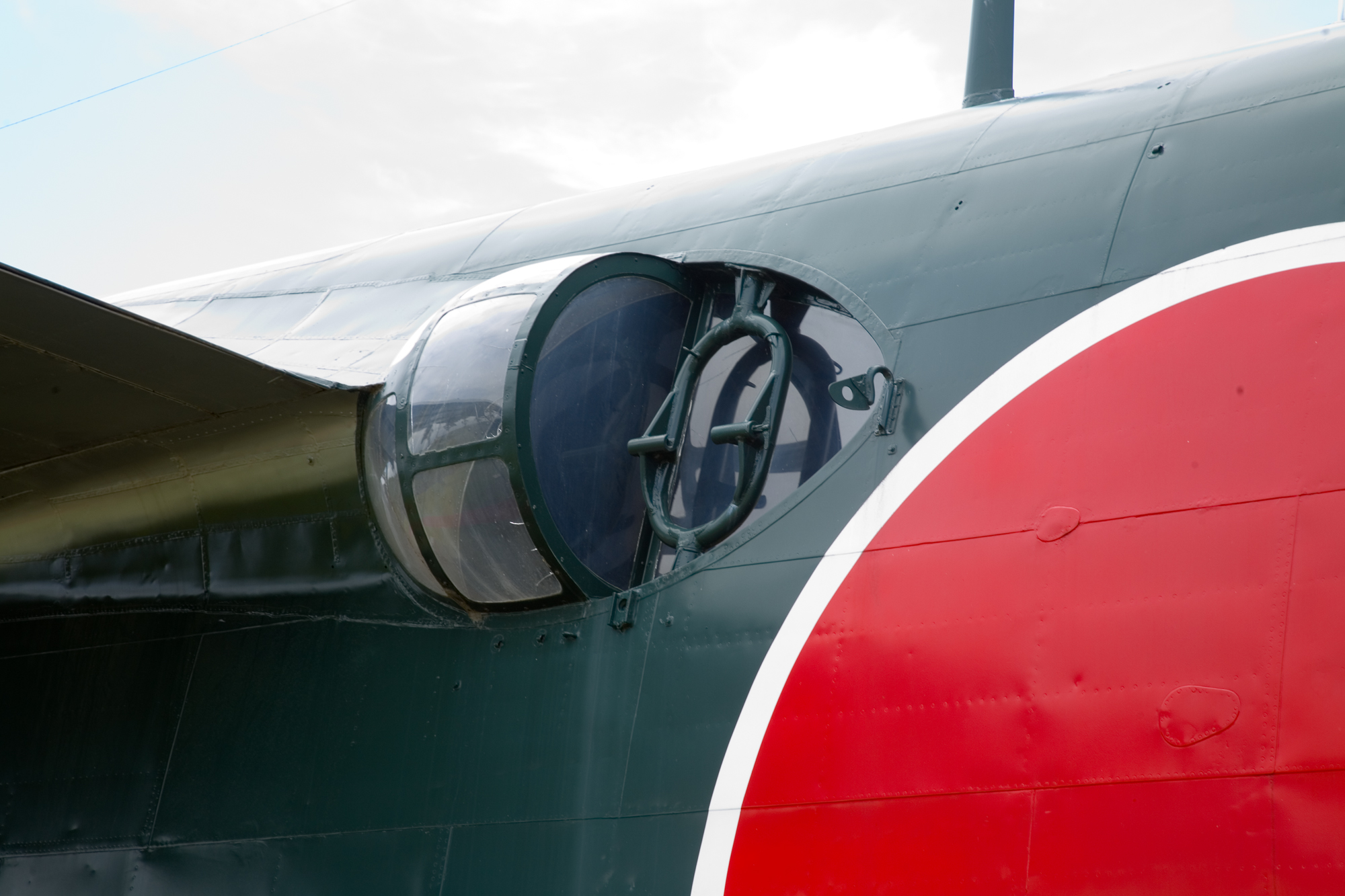
Boczne stanowisko strzeleckie

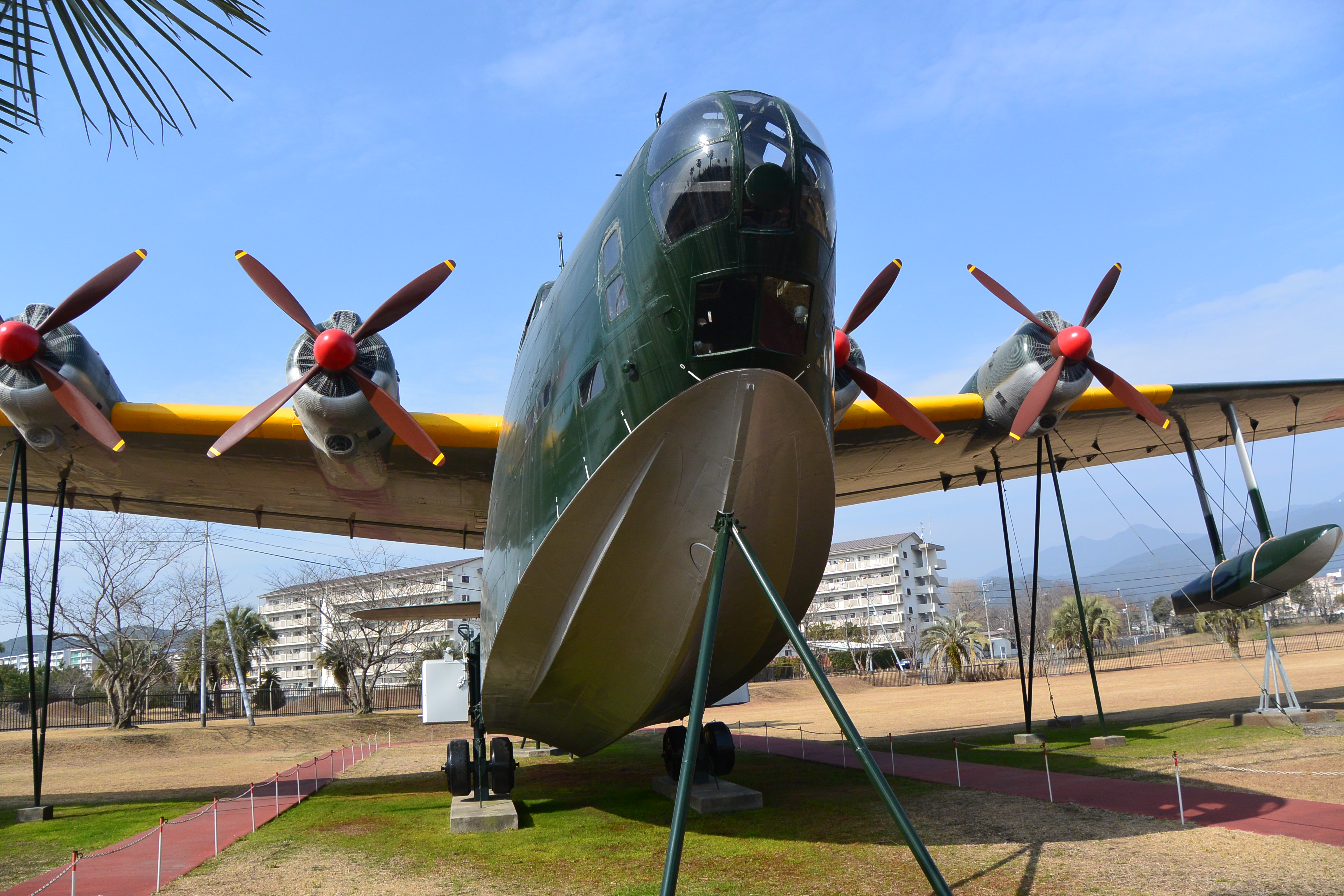
Dno samolotu

Kawanishi H8K (kodowe oznaczenie amerykańskie Emily) – ciężka łódź latająca konstrukcji japońskiej z okresu II wojny światowej. Prawdopodobnie najlepszy samolot morski produkcji japońskiej tamtego okresu.

## Historia
W wyniku ograniczeń dotyczących zbrojeń morskich, nałożonych przez traktaty waszyngtoński i londyński, Japońska Cesarska Marynarka Wojenna bardziej zainteresowała się lotnictwem jako siłą ofensywną w wojnie na morzu. Ze względu na ogrom Pacyfiku, Sztab Generalny Marynarki Wojennej poza lotniskowcami i lotnictwem pokładowym, zwrócił również uwagę na rozwój samolotów rozpoznawczych i torpedowo-bombowych dalekiego zasięgu, zarówno kołowych, jak i łodzi latających. Te drugie były szczególnie przydatne w rejonach pozbawionych gęstej sieci lotnisk, takich jak japońskie terytoria mandatowe, czyli Karoliny i Wyspy Marshalla.
Koncepcja rozwoju i użycia samolotów rozpoznawczych i uderzeniowych dalekiego zasięgu została zawarta w Gunbi ni Kansuru Kenkyu (Studium uzbrojenia lotniczego), opracowanym w lipcu 1937 roku przez Główne Biuro Lotnictwa Marynarki Wojennej. Na tej podstawie Gijutsubu (Wydział Techniczny Głównego Biura Lotnictwa) opracował założenia taktyczno-techniczne dla dwóch nowych typów wielkich czterosilnikowych samolotów: lądowego 13-Shi Ogata Rikujo Kogekiki (wielki lądowy samolot uderzeniowy 13-Shi) oraz łodzi latającej 13-Shi Ogata Hikotei (wielka łódź latająca 13-Shi). Konieczność ich pozyskania zapisano w planie zamówień prototypów nowych samolotów na rok budżetowy 1938. 18 kwietnia 1938 r. skierowano wstępną propozycję opracowania łodzi latającej do firmy Kawanishi, a bombowca lądowego do firmy Nakajima. Do wykonania nowej łodzi latającej wybrano firmę Kawanishi, ze względu na jej ogromne doświadczenie w projektowaniu i budowaniu tego typu samolotów, a sukces H6K tylko to potwierdził. Oficjalne zlecenie dotyczące opracowania projektu i budowy prototypu łodzi 13-Shi Taitei zostało przekazane tej firmie 21 sierpnia 1938 roku. Nowy samolot, oznaczony H8K, a nieoficjalnie nazwany 4-hatsu Ogata Kogeki Hikotei (4-slinikowa wielka uderzeniowa łódź latająca), miał mieć o jedną trzecią większą prędkość maksymalną, o połowę większy zasięg i dwukrotnie większy udźwig uzbrojenia niż H6K. Prędkość maksymalna miała wynosić co najmniej 444 km/h, prędkość przelotowa 296 km/h, zasięg w misjach rozpoznawczych 7400 km, a w misjach bombowo-torpedowych 6500 km. Miano wzmocnić uzbrojenie obronne, w porównaniu do H6K2, do pięciu działek kal. 20 mm i kilku karabinów maszynowych. Udźwig uzbrojenia bombowego zwiększono do 2000 kg. Mogły to być bomby różnych wagomiarów lub dwie torpedy Typ 91. Zwrotność H8K miała być porównywalna z mniejszymi samolotami bombowo-torpedowymi, co miało umożliwić przeprowadzanie skutecznych ataków torpedowych na szybkie i manewrujące cele. Gijutsubu zażądał również opancerzenia stanowisk załogi i ochrony zbiorników paliwa. Konstruktorem odpowiedzialnym za projekt nowej łodzi latającej został inż. Shizuo Kikuhara, pracujący wcześniej przy H6K.

## Budowa
Aby zapewnić zaplanowane osiągi, należało wykorzystać odpowiedni układ aerodynamiczny i zespół napędowy. Dla zminimalizowania oporu dla H8K przyjęto układ wolnonośnego górnopłatu ze skrzydłami mocowanymi bezpośrednio do kadłuba. Kadłub miał długość 26,83 m i maksymalną szerokość 3030 mm. Jego kształt był kompromisem pomiędzy wymaganiami aero- i hydrodynamiki. W odróżnieniu od H6K zastosowano wolnonośne usterzenie z pojedynczym statecznikiem pionowym. H8K miał całkowicie metalową półskorupową konstrukcję z wysoko wytrzymałych stopów aluminium, krytą blachą duraluminiową. Pokryte płótnem zostały jedynie lotki, stery oraz fragmenty klap i zewnętrznych części skrzydeł za tylnym dźwigarem dla zmniejszenia masy samolotu.
Proste skrzydła o trapezowym obrysie z zaokrąglonymi końcówkami miały konstrukcję dwudźwigarową. Dzieliły się na centropłat o rozpiętości 16 m i wzniosie 5° oraz dwie części zewnętrzne o rozpiętości po 11 m i wzniosie 4°. Ich wydłużenie wynosiło 9, co uznano za optymalne dla zapewnienia jednocześnie dużej długotrwałości lotu i prędkości. Skrzydła były zaklinowane do kadłuba pod kątem 3°. Wyposażone były w dwusegmentowe klapy o rozpiętości 9190 mm. Specjalnie dla nowej maszyny, inżynierowie Kawanishi skonstruowali nowego typu klapy szczelinowe, które na dolnej powierzchni przy krawędzi spływu miały mniejsze, pomocnicze klapy krokodylowe, zajmujące jedną trzecią cięciwy klap głównych. Klapy pomocnicze wychylały się razem z klapami głównymi, znacznie zwiększając siłę nośną. Dzięki nowym klapom prędkość lądowania H8K wynosiła jedynie 130 km/h.
Jako napęd wybrano 14-cylindrowe silniki w układzie podwójnej gwiazdy Mitsubishi Kasei 11 (MK4A), wyposażone w jednostopniową dwubiegową sprężarkę. Były to wtedy najmocniejsze japońskie silniki lotnicze produkowane seryjnie. Osiągały moc startową 1530 KM oraz moc trwałą 1480 KM na wysokości 2200 m i 1380 KM na wysokości 4100 m. Silniki te napędzały metalowe czteropłatowe śmigła samoprzestawialne typu Hamilton Standard o średnicy 3,9 m, produkowane w zakładach Sumitomo Kinzoku Kogyo KK, Puropera Seizosho (Wydział Produkcji Śmigieł Zakładów Przemysłu Metalowego Sumitomo).
Aby uzyskać wymagany zasięg, zapas paliwa wynosił 17 080 l i mieścił się w czternastu zbiornikach – sześciu dużych w kadłubie na dolnym pokładzie (łącznie 10 660 l) oraz ośmiu mniejszych w skrzydłach pomiędzy dźwigarami (łącznie 6420 l). Taka ilość zbiorników miała zmniejszyć prawdopodobieństwo całkowitej utraty paliwa w przypadku przestrzelenia któregoś z nich. Na początku zbiorniki w skrzydłach nie były niczym zabezpieczone w przeciwieństwie do zbiorników w kadłubie, które zostały wyposażone w instalację gaśniczą (butle ze sprężonym CO2) oraz rozbudowany układ wentylacyjny, zapobiegający gromadzeniu się oparów paliwa w uszczelnionej dolnej przestrzeni kadłuba. Ponadto zainstalowano pompę, która po przestrzeleniu któregoś ze zbiorników tłoczyła zbierające się w zęzie paliwo z powrotem do jednego z nieuszkodzonych zbiorników.
H8K spoczywał na wodzie na dwuredanowym podłodziu i wspierał na dwóch pływakach pomocniczych, zamontowanych pod skrzydłami na dwóch zastrzałach, usztywnionych naciągami z drutu. Na brzeg samolot można było wytoczyć za pomocą ciągnika po specjalnie przygotowanej rampie. W tym celu po bokach i pod tylną częścią kadłuba należało przymocować dwukołowe wózki transportowe, z których każdy ważył kilkaset kilogramów. Gdy samolot stał na kołach, jego silniki znajdowały się na wysokości ponad sześciu metrów, przez co dostęp do nich dla mechaników był znacznie utrudniony. Aby rozwiązać ten problem w krawędziach natarcia skrzydeł po obu stronach gondoli silnikowej znajdowały się rozkładane pomosty obsługowe.
Główne uzbrojenie obronne składało się z pięciu ruchomych działek 99-Shiki 1-Go 1-Gata Kai 1 (Typ 99 Wzór 1 Model 1 Modyfikacja 1) kal. 20 mm, umieszczonych w pięciu stanowiskach strzeleckich: przednim, górnym, dwóch bocznych i tylnym. Półkolista osłona przedniego stanowiska była obracana elektrycznie, co pozwalało prowadzić ostrzał niemal w całej przedniej półsferze. Górne i boczne stanowiska były zakryte stałymi oszklonymi kroplowymi osłonami. Tylna wieżyczka była nieruchoma, natomiast samo działko miało możliwość ruchu w płaszczyźnie pionowej w zakresie 90° i poziomej w zakresie 80°. Działka były zasilane z magazynków bębnowych mieszczących po 45 nabojów. W przednim stanowisku było miejsce dla pięciu dodatkowych magazynków, w górnym na dziesięć, w bocznych na po cztery, a w tylnym na od pięciu do siedmiu. W tylnej wieżyczce zastosowano taśmociąg napędzany korbką, za pośrednictwem przekładni łańcuchowej, do dostarczania zapasowych magazynków. Dodatkowe uzbrojenie defensywne składało się z trzech lub czterech karabinów maszynowych Typ 92, których łączny zapas amunicji wynosił 12 magazynków po 97 nabojów. Można było prowadzić z nich ogień ze stanowisk pomocniczych: dolnego (otwór w spodzie tylnej części kadłuba, zamykany wodoszczelną klapą), górnego (otwierany właz na grzbiecie kadłuba, przed przednim dźwigarem skrzydeł) oraz dwóch bocznych (otwierane okienka w dolnej powierzchni skrzydeł tuż przy kadłubie), ewentualnie przez otwierane boczne okna w głównej kabinie załogi. Dzięki temu H8K był najsilniej uzbrojonym samolotem produkowanym seryjnie w Japonii>.
Uzbrojenie ofensywne tworzyły bomby lub torpedy, podwieszane na zewnętrznych zaczepach pod centropłatem, pomiędzy gondolami silników. Mogły być to maksymalnie dwie torpedy Typ 91, dwie bomby o masie po 500 kg lub 800 kg, osiem bomb po 250 kg lub 16 bomb po 60 kg.
Standardowa załoga samolotu składała się z 10 osób: pilota, drugiego pilota, dowódcy, radiooperatora, nawigatora/bombardiera (przedni strzelec), dwóch techników pokładowych (strzelcy boczni), operatora radionamiernika (strzelec górny), drugiego radiooperatora (strzelec dolny) oraz strzelca tylnego. Można było dodatkowo zabrać na pokład jeszcze dwie lub trzy osoby, na przykład dodatkowych strzelców, lub w późniejszych wersjach operatora radaru. Do samolotu można było wejść przez przednie i tylne drzwi po lewej stronie kadłuba. Ze względu na możliwą długość niektórych misji (ponad 24 godziny), konstruktorzy wprowadzili pewne udogodnienia, niedostępne w innych typach japońskich samolotów, jak leżanki, zbiornik wody pitnej, małą elektryczną lodówkę, umywalkę czy spłukiwaną toaletę.
Kadłub był podzielony podłogą na dwa pokłady. Na dolnym pokładzie znajdowały się zbiorniki paliwa i butle instalacji tlenowej. Na przodzie kadłuba znajdowało się przednie stanowisko strzeleckie, stanowisko nawigatora/bombardiera, przednie drzwi wejściowe do samolotu oraz drabinka prowadząca na górny pokład. W głównej kabinie na górnym pokładzie umieszczono obok siebie dwa fotele pilotów, za nimi po prawej stronie fotel dowódcy samolotu, a dalej stanowiska radiooperatora i technika pokładowego, natomiast po lewej stronie fotel pasażera i stanowisko operatora radionamiernika. Za główną kabiną znajdował się przedział wypoczynkowy oraz boczne i górne stanowiska strzeleckie. Dalej był przedział drugiego radiooperatora, za nim przedział końcowy z tylnymi drzwiami wejściowymi, a na samym końcu znajdowała się tylna wieżyczka strzelecka. W przedziale końcowym umieszczono toaletę, podręczną drabinkę wejściową, stelaże na spadochrony oraz nadmuchiwaną tratwę ratunkową. Poszczególne przedziały były od siebie pooddzielane grodziami z drzwiami.
W skład standardowego wyposażenia radiowego wchodziła radiostacja 1-Shiki Ku 3-Go lub 2-Shiki Ku 3-Go oraz radionamiernik 1-Shiki Ku 3-Go.

## Wersje samolotu

### Prototyp H8K1
W związku z wybuchem wojny w Europie we wrześniu 1939 roku, Shosho Misao Wada, szef Kaigun Koku Gijutsusho (Arsenału Technicznego Lotnictwa Marynarki Wojennej), polecił przyśpieszyć prace projektowe i konstrukcyjne przy łodzi latającej 13-Shi Tatei, tak aby jej prototyp był gotowy do prób w następnym roku. Dzięki wzmożonemu wysiłkowi konstruktorów i robotników, budowa prototypu zakończyła się pod koniec grudnia 1940 roku. Otrzymał on numer seryjny 91. 29 grudnia samolot wytoczono z hali montażowej zakładów w Nauro. Następnego dnia pilot Lotnictwa Marynarki Shosha Hiromitsu Ito dokonał jego oblotu z wód zatoki Osaka. Już podczas pierwszego lotu zaobserwowano niezbyt dobre właściwości lotne. Samolot miał niedostateczną stateczność podłużną, ociężale reagował na wychylenia sterów, a ster kierunku był przekompensowany. Jednak przede wszystkim maszyna fatalnie zachowywała się na wodzie podczas rozbiegu. Samolot był niestabilny, a przy prędkości około 93-111 km/h miał tendencję do unoszenia nosa i następnie gwałtownego opadania na wodę, co groziło poważnym wypadkiem. Dodatkowo spod przodu kadłuba wydobywały się fontanny wody sięgające śmigieł, a czasem nawet górnych powierzchni skrzydeł i stateczników poziomych. Bardzo szybko uporano się z rozbryzgami wody, w czym pomogły testy modelu w basenie doświadczalnym. Pod przednią częścią podłodzia przynitowano dwie długie wyprofilowane nakładki, zwane popularnie katsuo bushi (plasterki suszonego bonito), a na samych krawędziach kadłuba prostokątne listwy, pełniące rolę ograniczników rozbryzgów fal. Kolejne loty próbne potwierdziły skuteczność tego rozwiązania. Pod koniec stycznia 1941 r. prototyp powrócił do wytwórni w celu modyfikacji usterzenia pionowego. Podwyższono nieco statecznik i zmniejszono kompensację steru kierunku. Mimo tych zabiegów, stateczność podłużna wciąż pozostawiała sporo do życzenia. 26 marca samolot przekazano Lotnictwu Marynarki Wojennej do dalszych prób wojskowych. Później wykorzystano go do prób silników Kasei 22, a ostatecznie przebudowano na prototyp wersji transportowej.

### Dodatkowe prototypy H8K1
W 1941 roku zbudowano dodatkowe cztery prototypy H8K1 (numery seryjne 82, 73, 64 i 55). Dokonano wielu zmian i poprawek konstrukcyjnych w celu wyeliminowania wad prototypu. Podłodzie pogłębiono o 500 mm, a przód kadłuba przedłużono o 1300 mm, zmieniając przy okazji oszklenie nosa. Zmodyfikowano kształt podłodzia oraz usunięto listwy na krawędziach kadłuba. W tylnej części kadłuba, przy dolnym stanowisku strzeleckim wykonano po dwa niewielkie okienka. Podskrzydłowe pływaki otrzymały redan. Znacznie powiększono statecznik pionowy i zmniejszono ster kierunku, co ostatecznie rozwiązało problemy z niestatecznością podłużną i nieprawidłowym działaniem steru. Górne stałe stanowisko strzeleckie zastąpiono obracaną elektrycznie półkolistą wieżyczką. Przekonstruowano także obrotnice działek w górnej i tylnej wieżyczce. Zastosowano nową wersję silników Kasei 12 (MK4B) o takiej samej mocy jak poprzednie, różniących się głównie przekładnią redukcyjną. Dodatkowo zmodyfikowano osłony silników poprzez umieszczenie na górze wlotów powietrza do sprężarek. Wprowadzone modyfikacje poprawiły zachowanie samolotu na wodzie. Nie udało się jednak wyeliminować zjawiska podskakiwania samolotu na wodzie podczas rozbiegu. Po wielu próbach konstruktorzy opracowali więc sprytne rozwiązanie. Na kadłubie przed kabiną zamontowano maszt z rurką Pitota. Po bokach masztu na odpowiedniej wysokości przytwierdzono poziome pręty, a na szybach kabiny narysowano poziome linie. Zadaniem pilota było tak operować sterami, aby zgrać i utrzymać poziome linie na szybach z prętami i linią horyzontu. W takiej pozycji samolot był uniesiony o 5° (klapy do startu powinny być wychylone o 7°), co zapobiegało podskakiwaniu. Po osiągnięciu prędkości około 139-148 km/h samolot gładko odrywał się od powierzchni wody. Procedurę tę zapisano w instrukcji dla pilotów, ale mimo to podczas służby doszło do kilku wypadków. Po zakończeniu prób część z prototypów przebudowano na maszyny transportowe do przewozu ważnych osobistości, poprzez zdemontowanie niepotrzebnego w tej roli uzbrojenia oraz wyposażenia radiowego. W ten sposób na pokład można było zabrać 27 pasażerów.

### H8K1 Model 11
Pomimo zbyt niskiej prędkości maksymalnej, Koku Hunbu było bardzo zadowolone z wyników prób dodatkowych prototypów. 5 lutego 1942 roku łódź latająca 13-Shi Tatei została oficjalnie przyjęta do uzbrojenia Lotnictwa Marynarki Wojennej pod nazwą Ni-Shiki Hikotei 11-Gata (łódź latająca Typ 2 Model 11), czyli H8K1 Model 11. Samoloty seryjne różniły się od prototypów kilkoma detalami konstrukcji. Tak jak prototypy, były napędzane silnikami Kasei 12, lecz zastosowano indywidualne rury wydechowe z każdego cylindra zamiast zbiorczych kolektorów. Dodano płetwę pod tylną częścią podłodzia, za tylnym redanem. Poprawiła ona stateczność na wodzie podczas rozbiegu. Zmodyfikowano również uzbrojenie obronne. Działka Typ 99 pozostawiono jedynie w górnej i tylnej wieżyczce, natomiast w przednim, bocznych i dodatkowych stanowiskach strzeleckich zainstalowano karabiny maszynowe Typ 92. Produkcja seryjna rozpoczęła się jeszcze tego samego miesiąca w zakładach w Nauro, ale nie miała wysokiego tempa. W roku budżetowym 1942 zbudowano jedynie 12 egzemplarzy H8K1 Model 11.

### H8K2 Model 12
W 1942 roku rozpoczęła się produkcja silników Kasei serii 20 przez firmę Mitsubishi. Silniki te miały znacznie większą moc i były wyposażone w instalację wtrysku mieszanki wody z metanolem. W nowe silniki postanowiono wyposażyć również samolot H8K. Do prób użyto pierwszego prototypu H8K1. Zamontowano w nim silniki Kasei 22 (MK4Q) o mocy startowej 1850 KM oraz mocy trwałej 1680 KM na wysokości 2100 m i 1540 KM na wysokości 5500 m. Dwa zbiorniki z metanolem o pojemności po 250 l zamontowano w krawędziach natarcia skrzydeł na zewnątrz od zewnętrznej pary silników. Próby wypadły pomyślnie, wobec czego nową wersję postanowiono skierować do produkcji seryjnej jako H8K2. Dzięki większej o 20% mocy silników można było zwiększyć masę startową, co z kolei umożliwiało dokonanie kilku dalszych zmian konstrukcyjnych, mających na celu zwiększenie oporności samolotu na uszkodzenia bojowe. Osłonięto stalowymi płytami o grubości 6 mm fotele pilotów i burty kadłuba w rejonie górnej wieżyczki. Powiększono zbiorniki paliwa w skrzydłach (łączny maksymalny zapas paliwa wzrósł do 18 880 l) oraz osłonięto je dwiema warstwami gumy o łącznej grubości około 40 mm. Obrotową osłonę przedniego stanowiska strzeleckiego zastąpiono stałą i przywrócono w nim działko Typ 99 kal. 20 mm. Dodatkowo zmodyfikowano oszklenie nosa oraz wierzchołek statecznika pionowego i steru kierunku. Dzięki nowym silnikom H8K2 osiągał większą prędkość maksymalną i pułap niż H8K1. Produkcję nowej wersji samolotu rozpoczęto w nowo zbudowanych zakładach Kawanishi w Konan. Pierwszy egzemplarz seryjny ukończono w lutym 1943 roku. H8K2 oficjalnie przyjęto do uzbrojenia 26 czerwca 1943 r. pod nazwą Ni-Shiki Hikotei 12-Gata (łódź latająca Typ 2 Model 12). Według japońskich danych, w roku budżetowym 1943 zbudowano 78 egzemplarzy tego samolotu, w 1944 – 33, a w 1945 jeden, czyli razem 112 egzemplarzy. Było to dwie trzecie całkowitej produkcji tego samolotu. Samoloty wyprodukowane w drugiej połowie 1944 r. zamiast kroplowych osłon bocznych stanowisk strzeleckich miały płaskie prostokątne okna. W niektórych egzemplarzach w bocznych stanowiskach strzeleckich zamontowano działka Typ 99 zamiast karabinów maszynowych Typ 92. Dodatkowo część samolotów wyposażono w radar do wykrywania celów morskich 3-Shiki Ku 6-Go Musen Denshin-ki 4-Gata (urządzenie radiowe Typ 3 Ku Wzór 6 Model 4) z antenami typu Yagi, zamontowanymi w nosie kadłuba. Antena nadawcza znajdowała się z przodu, natomiast odbiorcze po bokach. Na wysokości 4000 m radar mógł wykrywać duże obiekty nawodne z odległości 280 km. Jego zastosowanie umożliwiło wykonywanie misji rozpoznawczych w nocy, co chroniło H8K przed atakami wrogich myśliwców. Samoloty wyposażone w ten radar miały załogę uzupełnioną o jego operatora.

### H8K3 Model 22
W H8K od początku planowano zastosować składane pływaki pomocnicze, dzięki czemu miał zmniejszyć się opór aerodynamiczny i poprawić osiągi. Inspiracją były składane pływaki zastosowane w amerykańskiej łodzi latającej Douglas DF, której dwa egzemplarze japońskie linie lotnicze Dai Nippon Koku KK zakupiły w latach 1936-37. Samoloty, oznaczone HXD-1 oraz HXD-2, były testowane przez Lotnictwo Marynarki pod nazwą Shisaku D-Gata Hikotei (doświadczalna łódź latająca Typ D). W 1938 r. jeden egzemplarz został nawet zabrany do zakładów Kawanishi, gdzie został rozebrany w celu przeanalizowania zastosowanych rozwiązań konstrukcyjnych. Ostatecznie w projekcie H8K1 jednak zrezygnowano ze składanych pływaków, aby nie komplikować konstrukcji i nie zwiększać nadmiernie masy. Do pomysłu zastosowania składanych pływaków powrócono pod koniec 1942 roku. Przebudowano dwa wczesne seryjne egzemplarze H8K2, znajdujące się wtedy we wstępnej fazie montażu. Próby w locie pierwszego z nich rozpoczęły się 13 lutego 1943 r. Pływaki były składane na zewnątrz, w stronę końcówek skrzydeł. Należało zmodyfikować końcówki skrzydeł, tak że ich rozpiętość spadła do 37,66 m, natomiast po złożeniu pływaków wzrosła do 38,33 m, a powierzchnia nośna do 165,21 m². Wprowadzono również kilka innych modyfikacji, których zadaniem było zmniejszenie oporu aerodynamicznego, a tym samym polepszenie osiągów. Górna wieżyczka była od tej pory chowana w kadłubie. Usunięto dotychczasowe boczne stanowiska strzeleckie, a zamiast nich wykonano nowe, ulokowane nieco niżej i zakryte płaskimi prostokątnymi oknami. Ponadto zastosowano wysuwane klapy szczelinowe Fowlera oraz większe kołpaki śmigieł. Z powodu modyfikacji wzrosła nieznacznie masa własna, do 18 570 kg, lecz udało się utrzymać na takim samym poziomie masę startową samolotu. Próby nie wykazały wyraźnego zwiększenia osiągów, wobec czego nowa wersja, nazywana nieoficjalnie Kasho Ni-Shiki Hikotei 22-Gata (tymczasowa nazwa łódź latająca Typ 2 Model 22) lub H8K3, nie została skierowana do produkcji seryjnej.

### H8K4 Model 23
Pod koniec 1944 lub na początku 1945 r. w obu prototypach H8K3 wymieniono silniki na najnowsze Kasei 25 Otsu (MKT4Tb) o takiej samej mocy jak Kasei 22, ale wyposażone dodatkowo w instalację wtrysku paliwa. Zmodyfikowano przy okazji osłony silników, przesuwając wloty powietrza do chłodnic oleju bliżej ich krawędzi. Półkolista górna wieżyczka została zastąpiona nową o cylindrycznym kształcie z wypukłym dachem, tak że po schowaniu płynnie wpisywała się w obrys grzbietu kadłuba. Oba zmodyfikowane samoloty, nazywane nieoficjalnie Kasho Ni-Shiki Hikotei 23-Gata (tymczasowa nazwa łódź latająca Typ 2 Model 23) lub krótko H8K4, zostały przekazane do 801. Kokutai w bazie Takuma na Sikoku. Ich kariera operacyjna była bardzo krótka, gdyż już 1 i 11 marca oba zostały utracone podczas nocnych lotów rozpoznawczych nad Okinawą. Na bazie samolotu H8K4 planowano zbudowanie wersji transportowej H8K4-L, nazywanej nieoficjalnie Kasho Ni-Shiki Yuso Hikotei 33-Gata (tymczasowa nazwa transportowa łódź latająca Typ 2 Model 33) lub Seiku 33-Gata (Seiku Model 33; seiku – bezchmurne niebo), lecz ze względu na sytuację wojenną zrezygnowano z tego planu.

### H8K2-L Seiku Model 32
Już na początku 1942 r. Gijutsubu zlecił firmie Kawanishi zbudowanie na bazie H8K wersji transportowej Ni-Shiki Yuso Hikotei (transportowa łódź latająca Typ 2), w skrócie Ni-Shiki Yusotei. Ze względu na duże rozmiary i udźwig, H8K dobrze nadawała się do tej roli. W utworzonym przez Gunreibu nowym systemie oznaczeń kodowych projektów i prototypów Lotnictwa Marynarki, nazwanym Jitsuyo-ki Shisei Keikaku Bango (numeracja programu prototypów nowych samolotów), projekt transportowej łodzi latającej otrzymał oznaczenie K-30. Prace konstrukcyjne rozpoczęto dopiero na początku 1943 r., po uporaniu się z początkowymi problemami z H8K1 i rozpoczęciu produkcji seryjnej H8K2. jako prototyp wersji transportowej posłużył zmodyfikowany pierwszy prototyp H8K1. Usunięto z niego zbędne w nowej roli wyposażenie, większość uzbrojenia oraz górne i boczne stanowiska strzeleckie. Uzbrojenie obronne ograniczono do jednego zasilanego z taśmy karabinu maszynowego 2-Shiki (Typ 2) kal. 13 mm zamontowanego w przednim stanowisku i jednego działka Typ 99 w tylnej wieżyczce. Utworzono trzy kabiny pasażerskie na górnym pokładzie oraz dwie na dolnym. Razem mogły pomieścić 41 pasażerów. Po bokach kadłuba w kabinach pasażerskich wykonano niewielkie okna. Po modyfikacji masa własna samolotu wynosiła 15 107 kg, a masa startowa 26 440 kg. W tym czasie sytuacja na frontach zaczęła przybierać niekorzystny dla Japonii obrót i zamiast łodzi rozpoznawczych i bombowo-torpedowych coraz bardziej potrzebne były maszyny transportowe dalekiego zasięgu, mogące dostarczać zaopatrzenie i ewakuować rannych z odciętych garnizonów na wyspach Pacyfiku. W takiej sytuacji Gijutsubu nakazał niezwłocznie uruchomić produkcję seryjną wersji transportowej H8K2-L opartej na samolocie H8K2, nazwanej Ni-Shiki Yuso Hikotei 32-Gata (transportowa łódź latająca Typ 2 Model 32) lub Seiku 32-Gata (Seiku Model 32). Dokonano w niej analogicznych zmian w konstrukcji, wyposażeniu i uzbrojeniu jak w zmodyfikowanym prototypie H8K1. Dodatkowo jednak usunięto dwa z sześciu kadłubowych zbiorników paliwa, przez co maksymalny zapas paliwa spadł do 13 414 l, a zasięg zmniejszył się o około jedną trzecią. Poza dziewięcioma członkami załogi, H8K2-L mógł zabrać na pokład 29 pasażerów z bagażem podręcznym lub 64 żołnierzy z uzbrojeniem. Samoloty transportowe budowano przy wykorzystaniu standardowych H8K2. Pierwszy seryjny egzemplarz H8K2-L (numer seryjny 501) wytoczono z hali zakładów w Konan 30 listopada 1943 roku. Zbudowano 36 lub 42 egzemplarze transportowej wersji H8K: w roku budżetowym 1943 – 11 lub 10, 1944 – 24 lub 31, 1945 – 1 lub 0.

## Służba

### Operacja K
Debiut bojowy łodzi latających H8K nastąpił miesiąc po ich oficjalnym zaakceptowaniu do uzbrojenia Lotnictwa Marynarki, jeszcze zanim ukończono pierwszy egzemplarz seryjny. Dwa samoloty H8K1 z Yokohama Kokutai zostały wykorzystane w zakończonej niepowodzeniem operacji K (K Sakusen), nazywanej także drugim nalotem na Pearl Harbor.
Japońskie rozpoznanie lotnicze nad Pearl Harbor, przeprowadzone przez samoloty Yokosuka E14Y z okrętów podwodnych, 17 grudnia 1941 r. z okrętu I-7 oraz 5 stycznia 1942 r. z okrętu I-19 wykazało, że Amerykanie szybko usuwają uszkodzenia po nalocie z 7 grudnia. Chusa Tatsukichi Miyo z sekcji planowania Gunreibu zaproponował więc drugi nalot na amerykańską bazę. Do wykonania tego zadania, zamiast lotnictwa pokładowego, wybrano wielkie łodzie latające. Wybór padł na H8K1, ponieważ H6K miały za mały zasięg i zbyt małe uzbrojenie obronne do tak ryzykownej misji. Głównym celem operacji K był suchy dok 1010, a ubocznym efektem ataku miało być obniżenie morale Amerykanów poprzez wykazanie, że główna baza ich floty na Pacyfiku wciąż nie jest bezpieczna i pozostaje w zasięgu japońskiego lotnictwa.
Pierwotnie w operacji K planowano wykorzystanie wszystkich pięciu istniejących w tym czasie prototypów H8K1. Samoloty te jednak były wykorzystywane do prób i tylko dwa z nich udało się doprowadzić na czas do stanu gotowości bojowej. Do udziału w ataku wyznaczono drugi dodatkowy prototyp, o numerze seryjnym 73 i oznaczeniu Y-71 na usterzeniu, pilotowany przez Taii Toshio Hashizume, oraz czwarty dodatkowy prototyp, o numerze seryjnym 55 i oznaczeniu Y-72, pilotowany przez Shoi Shosuke Sasao.
W drugiej połowie stycznia 1942 r. szef sztabu Połączonej Floty, Chujo Matome Ugaki, polecił rozpocząć przygotowania do operacji K. Poza samolotami miały w niej wziąć udział również okręty podwodne, służące jako pomoce nawigacyjne na trasie przelotu i zbiornikowce. 13 lutego oba prototypy H8K1 wyruszyły z Jokohamy i przez Saipan na Marianach i Truk na Karolinach 16 lutego dotarły do Jaluit na Wyspach Marshalla. Trzy dni później samolot Y-71 poleciał na Kwajalein, w celu przeprowadzenia treningu w uzupełnianiu paliwa na morzu z okrętu podwodnego. Druga łódź pozostała na Jaluit do czasu usunięcia usterki klap. Pierwotnie operację planowano rozpocząć pod koniec lutego, ale po amerykańskim nalocie na Rabaul 20 lutego i na Wake 24 lutego termin ten przesunięto na 2 marca, gdyż wszystkie okręty podwodne skierowano do poszukiwania nieprzyjacielskiej floty. 2 marca oba samoloty przybyły do atolu Wotje, leżącego 400 km na północ od Jaluit, gdzie zostały po raz ostatni sprawdzone, zatankowane i uzbrojone w cztery bomby po 250 kg każdy. Ostatnią odprawę dla lotników poprowadził osobiście dowódca 4. Floty Chujo Shigeyoshi Inoue.
Opóźnienie w zajęciu wyznaczonych pozycji przez okręty podwodne spowodowało przesunięcie daty ataku o jeden dzień. 4 marca o godzinie 00:25 czasu tokijskiego (3 marca 4:55 czasu hawajskiego) oba H8K1 wystartowały z Wotje i skierowały się w stronę odległego o 2600 km bezludnego atolu French Frigate Shoals. W ustalonym momencie okręt podwodny I-9, który znajdował się około 1125 km na południowy zachód od atolu, rozpoczął nadawanie sygnału radiowego, aby naprowadzić samoloty. Około 14:00 (18:30), po 13,5 godzinach lotu, obie łodzie pojawiły się nad French Frigate Shoals, ale jeszcze przez 45 minut krążyły wokół niego, upewniając się, że w pobliżu atolu nie ma żadnych śladów obecności sił przeciwnika. Wreszcie o 14:50 (19:20) obie łodzie latające bezpiecznie wodowały w lagunie.
Po uzupełnieniu paliwa z okrętów podwodnych I-15 i I-19 oraz krótkim odpoczynku, o 17:08 (21:38) samoloty wystartowały do 900-kilometrowego lotu nad Oʻahu. Trasa prowadziła przez wyspy Necker Island, minięte o 17:59 (22:29), Nihoa, minięte o 19:25 (23:55), oraz pomiędzy wyspami Niʻihau i Kauaʻi, miniętymi o 20:35 (01:05). O 19:44 (00:14) japońskie samoloty zostały wykryte przez radar na Kauaʻi. Godzinę później Amerykanie wysłali w powietrze cztery myśliwce Curtiss P-40 i trzy łodzie latające PBY Catalina. Jednak ich piloci nie odnaleźli intruzów w ciemnościach. H8K1 dotarły bez przeszkód nad Oʻahu około 21:30 (02:00). Nad wyspą samoloty rozdzieliły się i przez duże zachmurzenie straciły ze sobą kontakt wzrokowy. Y-71 zrzucił bomby o 21:40 (02:10), a Y-72 o 22:00 (02:30). Oba ataki były niecelne. Bomby Y-71 spadły na zalesione stoki Mt Tantalus niedaleko plaży Waikīkī, prawie 10 km od wyznaczonego celu, natomiast bomby Y-72 wpadły do morza u ujścia zatoki Pearl Harbor.
Po zrzuceniu bomb obie łodzie skierowały się bezpośrednio w stronę odległych o 3200 km Wysp Marshalla. Jako pierwszy 5 marca o 10:15 (4 marca 14:45) wodował w atolu Wotje Y-72. Załoga Y-71 wykryła w drodze powrotnej dziurę w dnie kadłuba, wobec czego Taii Hashizume skierował maszynę do dysponującej lepszym zapleczem bazy w Jaluit, gdzie wodowała o 10:30 (15:00). Japońskie samoloty pokonały w obie strony dystans 7600 km, spędzając w powietrzu prawie 32 godziny.
5 dni później obie łodzie zostały wysłane na misje rozpoznawcze nad wyspami Midway i Johnston. Y-71 została wykryta przez amerykański radar na Midway i zestrzelona około 70 km na zachód od atolu przez cztery myśliwce Brewster F2A-3 z dywizjonu VMF-221. Amerykańscy lotnicy zgodnie rozpoznali nowy samolot jako H6K. Tymczasem samolot Y-72 bez przeszkód wykonał swoją misję nad wyspą Johnston, po czym 18 marca odleciał z Jaluit do Japonii, gdzie dotarł 25 marca.

### Jednostki wyposażone w H8K
Pierwsze seryjne H8K1 zaczęły trafiać do jednostek Lotnictwa Marynarki Wojennej w drugiej połowie 1942 roku. Właściwy proces przezbrajania rozpoczął się w następnym roku, wraz z uruchomieniem produkcji wersji H8K2.

#### 14. Kokutai
14. Kokutai została utworzona 1 lub 10 kwietnia 1942 r. Była to druga grupa o tym numerze. Podporządkowano ją 24. Koku Sentai (flotylli powietrznej) ze składu 11. Koku Kantai (floty powietrznej). Jej główną bazą była wysepka Emidj w atolu Jaluit, ale operowała również z atolu Wotje. Etatowy stan tej kokutai wynosił 16 łodzi latających Kawanishi H6K. W maju jednostka brała udział w ataku na Aleuty. Pod koniec maja planowano jej udział w drugiej operacji K, ale ta została odwołana. Na początku czerwca 14. Kokutai wykonywała loty rozpoznawcze na rzecz japońskiej floty podczas operacji MI. 20 lipca większość samolotów przeniesiono do Rabaulu, skąd prowadziły loty rozpoznawcze nad Wyspami Salomona. Pozostała część grupy operowała z atolu Makin, patrolując nad Wyspami Gilberta i wyspą Nauru. Podczas rajdu marines na Makin 17 sierpnia w atolu nie było samolotów, ale jednostka poniosła duże straty w personelu naziemnym. Późnym latem grupa otrzymała pierwsze H8K1. 1 listopada 1942 r. 14. Kokutai została przemianowana na 802. Kokutai.

#### 801. Kokutai
801. Kokutai została utworzona 1 listopada 1942 r. z Yokohama Kokutai. Podporządkowana została 25. Koku Sentai z 11. Koku Kantai. Etatowy stan obejmował 16 łodzi latających. Grupa została całkowicie przezbrojona w H8K w 1943 roku. 18 maja 1943 r. została podporządkowana 27. Koku Sentai z 12. Koku Kantai. W lecie kilka samolotów przebazowano do Kashiwabara koło Tomakomai na Hokkaido, a potem na Paramuszyr, skąd prowadziły patrole nad Kurylami. W grudniu 1943 r. została odwołana do Jokohamy. W kwietniu i maju 1944 r. wydzielone formacje wysłano na atol Truk na Karolinach, wyspy Palau, Mariany, oraz do Rabaulu. 10 lipca grupa została podporządkowana 3. Koku Kantai. W październiku dywizjon łodzi latających przeniesiono do bazy Takuma na Sikoku. 20 grudnia grupa została przydzielona Kaijo Goei Soshireibu (Naczelnemu Dowództwu Morskich Sił Eskortowych), a 10 lutego 1945 r. 5. Koku Kantai. 11 marca pięć H8K brało udział w drugiej operacji Tan, czyli w ataku na amerykańską flotę kotwiczącą w atolu Truk. Ich zadaniem było rozpoznanie pogody na trasie przelotu i pomoc nawigacyjna dla specjalnej jednostki uderzeniowej Azusa Tokubetsu Kogekitai, utworzonej przez 24 samoloty Yokosuka P1Y z 762. Kokutai. Decyzję o ataku podjął 17 lutego dowódca Rengo Kantai, Taisho Soemu Toyoda. Operacją dowodził Chujo Matome Ugaki, dowódca 5. Koku Kantai. Podczas misji 801. Kokutai straciła jedną H8K. Pod koniec kwietnia dywizjon łodzi latających został wydzielony z 801. Kokutai i włączony do Takuma Kokutai.

#### 802. Kokutai
802. Kokutai została utworzona 1 listopada 1942 r. z 14. Kokutai. Jednostka została całkowicie przezbrojona w H8K w 1943 roku. W pierwszej połowie 1943 r. większość sił grupy stacjonowała w atolu Makin na Wyspach Gilberta oraz Jaluit i Wotje na Wyspach Marshalla. Wydzielona eskadra stacjonowała na wyspach Shortland na Wyspach Salomona. 1 września jednostka została podporządkowana 22. Koku Sentai z 11. Koku Kantai. Tego samego dnia jedna H8K została zestrzelona około jednej mili na południowy zachód od wyspy Howland przez dwa Hellcaty z dywizjonu VF-6 z lotniskowca USS „Prinecton”. Było to pierwsze zwycięstwo na samolocie Grumman F6F Hellcat. Dwa dni później około 20-60 mil na południowy zachód od wyspy Baker utracono kolejną H8K, która została zestrzelona przez trzy Hellcaty z VF-6. Następna łódź została strącona 8 września przez parę Hellcatów z VF-23 z lotniskowca USS „Princeton”. Wszystkie trzy stracone łodzie startowały z Makin. 24 stycznia 1944 r. grupa została przebazowana na Saipan, a 4 marca podporządkowana 14. Koku Kantai. 1 kwietnia 802. Kokutai została rozwiązana, a jej personel i samoloty włączono do 801. Kokutai.

#### 851. Kokutai
851. Kokutai została utworzona 1 listopada 1942 r. z Toko Kokutai w Rabaulu, gdzie została podporządkowana Nansei Homen Kantai (Flocie Obszaru Południowo-Zachodniego). Etatowy stan obejmował 16 łodzi latających. Jednostka została całkowicie przezbrojona w H8K w 1943 roku. Na początku 1943 r. jednostka została przeniesiona na wyspy Shortland, w połowie lutego do Toko na Formozie, a 28 kwietnia do Surabai na Jawie. Potem część sił przebazowano do Sibolga na Sumatrze. 1 września grupa została podporządkowana 28. Koku Senati. Od 20 października wydzielone eskadry operowały również z Singapuru i Port Blair na Andamanach. 31 marca 1944 r. dwie łodzie H8K ewakuowały dowódców Rengo Kantai z wysp Palau do Davao na wyspie Mindanao na Filipinach. Jedna z nich wleciała w burzę i uległa katastrofie. Zginął między innymi dowódca Rengo Kantai, Taisho Mineichi Koga. 2 kwietnia większość 851. Kokutai przybyła do Davao. 20 września jednostka została rozwiązana, a jej personel i samoloty włączono do 801. Kokutai.

#### 901. Kokutai
901. Kokutai została utworzona 10 lub 15 grudnia 1943 r. w Tateyama w prefekturze Chiba w Japonii. Początkowo miała na stanie 12 samolotów. Była podporządkowana operacyjnie Kaijo Goei Soshireibu (Naczelnemu Dowództwu Morskich Sił Eskortowych). Jednostki Kaijo Goei Butai (Morskich Sił Eskortowych) pełniły służbę patrolową na wodach wokół Japonii, głównie na Morzu Japońskim, Wschodniochińskim i Południowochińskim. Ich zadaniem była ochrona szlaków morskich łączących Japonię z Koreą, Chinami, Indiochnami i Holenderskimi Indiami Wschodnimi, eskorta konwojów oraz wykrywanie i zwalczanie nieprzyjacielskich okrętów podwodnych. Samoloty 901. Kokutai operowały z Ōmura na Kiusiu, Formozy, Iwo Jimy, Saipanu, Chin, Indochin, Peskadorów, Filipin i Holenderskich Indii Wschodnich. 1 marca 1944 r. stan grupy wzrósł do 32 samolotów różnych typów, w tym kilku łodzi latających H8K. Od początku stycznia 1945 r. jednostka została podporządkowana 1. Goei Kantai (1. Flocie Eskortowej). 1 marca, z powodu poniesionych strat, jej stan zmniejszył się do 12 maszyn.

#### 902. Kokutai
902. Kokutai została utworzona 1 listopada 1942 r. z 21. Kokutai i podporządkowana 4. Konkyo chi-tai (4. Siłom Bazowym) z 4. Kantai. Jednostka bazowała w atolu Truk, Ponape, na wyspach Palau i Marianach. Wśród różnych typów samolotów miała również kilka H8K. Została rozwiązana 1 sierpnia 1944 roku.

#### 951. Kokutai
951. Kokutai została utworzona 15 grudnia 1944 r. z połączenia grup powietrznych Sasebo, Okinawa, Chinaki, 256. i 453. Kokutai. Jednostka wchodziła w skład Kaijo Goei Butai (Morskich Sił Eskortowych), ale administracyjne podlegała Sasebo Chinjufu (Bazie Marynarki w Sasebo). Grupa operowała w zachodniej części Japonii, głównie na wodach wokół Kiusiu, a także koreańskiej wyspy Jeju-do i Szanghaju. Jednostka używała wielu typów samolotów, w tym łodzi latających H8K.

#### 1021. Kokutai
1021. Kokutai była grupą transportową utworzoną 1 stycznia 1944 r. w Katori w prefekturze Chiba w Japonii. Została podporządkowana 1. Koku Kantai, 1 lutego przydzielono ją do 61. Koku Sentai, a 20 maja ponownie 1. Koku Kantai. Operowała z Japonii, Peleliu w archipelagu Palau, wyspy Yap na Karolinach oraz Davao i Clark na Filipinach. Miała na stanie różne typy samolotów transportowych, w tym łodzie latające H8K2-L. 5 marca 1945 r. przydzielono ją do 101. Koku Sentai, a 15 lipca została włączona do 1081. Kokutai.

#### 1081. Kokutai
1081. Kokutai była grupą transportową utworzoną 1 kwietnia 1944 r. w Atsugi w prefekturze Kanagawa. Została podporządkowana Yokosuka Chinjufu (Bazie Marynarki w Yokosuce). Samoloty tej jednostki stacjonowały również w Miho w prefekturze Tottori nad Morzem Japońskim. Grupa używała różnych typów samolotów transportowych, w tym łodzi latających H8K2-L. 15 września jednostka została przydzielona do 101. Koku Sentai.

#### Saeki Kokutai
Saeki Kokutai została utworzona 1 grudnia 1934 r. w Saeki w prefekturze Ōita na Kiusiu. Jednostka została podporządkowana Kure Chinjufu (Bazie Marynarki w Kure). Grupa używała różnych typów samolotów lądowych, wodnosamolotów i łodzi latających, w tym także kilka samolotów H8K. W czasie wojny jej głównym zadaniem było patrolowanie cieśniny Bungo.

#### Sasebo Kokutai
Sasebo Kokutai została utworzona 1 grudnia 1920 r. w Sasebo w prefekturze Nagasaki na Kiusiu. Była to druga najstarsza grupa powietrzna Lotnictwa Marynarki Wojennej (najstarszą była Yokosuka Kokutai). Używała różnych typów samolotów lądowych, wodnosamolotów i łodzi latających, w tym kilku H8K. W czasie wojny jej głównym zadaniem była eskorta konwojów. 15 grudnia 1944 r., w związku z reorganizacją Kaijo Goei Butai (Morskich Sił Eskortowych), Sasebo Kokutai została włączona do 951. Kokutai>.

#### Takuma Kokutai
Takuma Kokutai została utworzona 1 czerwca 1943 r. w Takuma w prefekturze Kagawa na Sikoku. Administracyjnie jednostka podlegała Kure Chinjufu (Bazie Marynarki w Kure), natomiast operacyjne 12. Rengo Kokutai, przekształconej następnie w 12. Koku Sentai. Używała różnych typów samolotów, w tym kilku H8K. Wiosną 1945 r. samoloty tej grupy operowały między innymi nad Okinawą.

#### Toko Kokutai
Toko Kokutai została utworzona 15 listopada 1940 r. w Tungkang na Formozie. Jednostka została przydzielona do 21. Koku Sentai z Rengo Kantai, która 15 stycznia 1941 r. została przekształcona w 11. Koku Kantai. Etatowy stan wynosił 16 łodzi latających. W chwili wybuchu wojny grupa stacjonowała na Formozie, wspierając inwazję na Filipiny. Na początku 1942 r. jej samoloty zostały przeniesione do Davao, na wyspę Ambon oraz do Port Blair na Andamanach, skąd wykonywały one swoje loty rozpoznawcze nad Zatoką Bengalską. W maju kilka samolotów H6K przebazowano do Paramuszyr na Kurylach, skąd uczestniczyły w ataku na Aleuty. 9 czerwca przeniesiono je na zdobytą dzień wcześniej wyspę Kiska. 26 sierpnia większość grupy przybyła do Rabaulu przez Truk. Kilka samolotów stacjonowało również na wyspach Shortland. 1 listopada 1942 r. Toko Kokutai została przemianowana na 851. Kokutai.

#### Yokohama Kokutai
Yokohama Kokutai została utworzona 1 października 1936 r. w Jokohamie i została podporządkowana Yokosuka Chinjufu (Bazie Marynarki w Yokosuce). Początkowo miała na stanie 12 samolotów. 15 listopada 1940 r. jednostka została przydzielona do 4. Rengo Kokutai z Rengo Kantai (od 15 stycznia 1942 r. 14. Koku Sentai z 4. Koku Kantai). Stan grupy wzrósł do 16 samolotów. Trenowano ataki torpedowe. Po wybuchu wojny grupa została podporządkowana 24. Koku Sentai z 4. Koku Kantai. Samoloty Yokohama Kokutai stacjonowały na wyspie Emidj w atolu Jaluit i Roi-Namur w atolu Kwajalein, skąd przeprowadzały ataki na Wake i Makin. Stan grupy wzrósł do 24 samolotów. 14 lutego 1942 r. główne siły przeniesiono do Rabaulu przez Truk. W marcu dwa prototypy łodzi latającej H8K1 wzięły udział w operacji K. 1 kwietnia grupa została podporządkowana 25. Koku Sentai z 11. Koku Kantai. W maju część samolotów przebazowano na wyspę Tulagi na Wyspach Salomona. Jednostka wzięła udział w bitwie na Morzu Koralowym, wykonując loty rozpoznawcze na rzecz japońskiej floty. Następnie do lipca przeprowadzała sporadyczne naloty na północno-wschodnią Australię. Podczas amerykańskiego lądowania na Tulagi w sierpniu jednostka poniosła duże straty w ludziach i sprzęcie. Grupa odtwarzała gotowość bojową w Jokohamie, gdzie otrzymała 16 łodzi latających H8K. Po powrocie do Rabaulu 1 listopada 1942 r. Yokohama Kokutai została przemianowana na 801. Kokutai.

#### Yokosuka Kokutai
Yokosuka Kokutai została utworzona 1 kwietnia 1916 r. w bazie Oppama koło Yokosuki w prefekturze Kanagawa na Honsiu. Była najstarszą japońską grupą lotniczą. Do końca II wojny światowej była to jednostka doświadczalna i treningowa. Prowadzono w niej próby w locie nowych typów samolotów, wypracowywano zasady ich bojowego użycia oraz taktykę walki powietrznej, a także organizowano zaawansowane kursy szkoleniowe dla pilotów i nawigatorów. Grupa używała kilku egzemplarzy H8K.

#### Yokosuka Chinjufu Hikokitai
Yokosuka Chinjufu Hikokitai był dywizjonem lotniczym podległym Yokosuka Chinjufu (Bazie Marynarki w Yokosuce). Jednostka była wyposażona głównie w transportowe łodzie latające, w tym kilka H8K2-L oraz przebudowanych na transportowce H8K1. Dywizjon wykonywał loty transportowe i dyspozycyjne na rzecz między innymi wyższych oficerów Marynarki Wojennej.

#### Inne jednostki
Ze zdjęć wiadomo, że co najmniej jeden egzemplarz H8K2-L znajdował się na wyposażeniu 11. Kaigun Kokusho (11. Arsenał Lotniczy Marynarki Wojennej) w Hiro. Po zdobyciu Saipanu w lipcu 1944 r. w bazie Tanapag Amerykanie znaleźli wraki między innymi kilku łodzi latających H8K2-L i H8K2 z oznakowaniem rozpoczynającym się od cyfry 1. Samoloty te były najprawdopodobniej podporządkowane bezpośrednio dowództwu 1. Koku Kantai.

## Zachowany egzemplarz
Niewielka produkcja i duże straty spowodowały, że wojnę przetrwało tylko kilka niesprawnych lub uszkodzonych egzemplarzy H8K. Trzy z nich zostały znalezione przez Amerykanów w bazie Takuma na Sikoku. Znajdujący się w najlepszym stanie egzemplarz H8K o numerze seryjnym 426 został wytypowany do przewiezienia do Stanów Zjednoczonych. Samolot należał do Takuma Kokutai i nosił na ustrzeniu żółte oznaczenie T-31. Był to jeden z wczesnych seryjnych egzemplarzy H8K2 zbudowany w kwietniu lub maju 1943 roku. Na początku maszyna służyła w 802. Kokutai z oznaczeniem N1-26. 1 kwietnia 1944 r., po wcieleniu jednostki do 801. Kokutai, oznaczenie zmieniono na żółte 801-86. Pod koniec kwietnia 1945 r. dywizjon łodzi latających z 801. Kokutai został włączony do Takuma Kokutai.
H8K2 nr 426 został rozbrojony i naprawiony przy pomocy japońskich techników z Kure Kaigun Kosho (Arsenału Marynarki Wojennej w Kure). 13 listopada samolot przeleciał do Jokohamy, pilotowany przez byłego dowódcę hikotai z Takuma Kokutai, Shosę Tsuneo Nichitsui. W swoim ostatnim locie nad Japonią, maszynie asystowała amerykańska łódź latająca PBY Catalina. 10 grudnia samolot załadowano na pokład transportowca wodnosamolotów USS „Cumberland Sound” i przewieziono go do Stanów Zjednoczonych. Po kilku tygodniach postoju w Naval Air Station Whidbey Island w stanie Waszyngton, maszyna została załadowana na inny okręt i w lutym 1946 r. dotarła do Naval Air Station Norfolk w Wiginii. Tam samolot poddano gruntownemu przeglądowi, przy okazji demontując część oryginalnego wyposażenia, m.in. radiostację i radar.
27 sierpnia maszyna wykonała swój jedyny lot w Stanach Zjednoczonych, przelatując do Naval Air Test Center w Naval Air Station Patuxent River w stanie Maryland. Podczas lotu zgasły dwa silniki, ale mimo to samolot bezpiecznie dotarł do celu. Kolejnych lotów już nie przeprowadzono. Częściowo zdemontowany samolot przewieziono do Norfolk, gdzie został zakonserwowany. Jego powierzchnie zewnętrzne zostały pokryte plastikową powłoką zabezpieczającą oraz został zainstalowany agregat utrzymujący niską wilgotność powietrza we wnętrzu kadłuba. W takim stanie łódź pozostawała w NAS Norfolk przez wiele lat. Od lat sześćdziesiątych kondycja samolotu zaczęła się pogarszać. Najpierw został uszkodzony przez huragan, który wyrwał z łoża prawy zewnętrzny silnik, uszkadzając przy okazji fragment skrzydła. Następnie wyłączono system osuszania powietrza oraz elektroniczny system zabezpieczający przed nieuprawnionym dostępem, co doprowadziło do pojawienia się korozji oraz powolnej dewastacji. Między innymi zniknęła część przyrządów pokładowych.
Pod koniec 1976 r. US Navy postanowiła postanowiła pozbyć się wielkiego japońskiego samolotu, ze względu na koszty jego zabezpieczenia i utrzymania. Chęć jego pozyskania wyrazili Japończycy, którzy zapewnili niezbędne fundusze. Inicjatorem i koordynatorem przedsięwzięcia był kurator tokijskiego muzeum morskiego Fune no Kagaku-kan (Museum of Maritime Science), Ryoichi Sasagawa. Po wyrażeniu zgody przez Kongres, w czerwcu 1979 r. zdemontowany H8K2 został załadowany na pokład transportowca „New Jersey Maru” i przewieziony do Japonii. Samolot dotarł do Tokio 13 lipca i został złożony przed gmachem muzeum morskiego w dzielnicy Shinagawa w Tokio. W lutym 1980 r. rozpoczęto jego montaż połączony z inwentaryzacją i drobnymi pracami remontowymi, który zakończono w połowie lipca. Później maszynę poddano znacznie bardziej gruntownemu remontowi, przywracając drugowojenne malowanie i oznakowanie z czasów służby w Takuma Kokutai. Na początku 2004 r. samolot przeniesiono do bazy lotniczej Kaijo Jieitai (Japońskich Morskich Sił Samoobrony) w Kanoya w prefekturze Kagoshima na Kiusiu, gdzie 24 kwietnia udostępniono go zwiedzającym.

## Specyfikacje
| Wersja                                      | H8K1 Model 11                   | H8K2 Model 12                   | H8K2 Model 32     |
| ------------------------------------------- | ------------------------------- | ------------------------------- | ----------------- |
| Wymiary                                     |                                 |                                 |                   |
| Rozpiętość (m)                              | 38                              | 38                              | 38                |
| Długość całkowita (m)                       | 28,13                           | 28,13                           | 28,13             |
| Wysokość (m)                                | 9,15                            | 9,15                            | 9,15              |
| Powierzchnia nośna (m²)                     | 160                             | 160                             | 160               |
| Masy                                        |                                 |                                 |                   |
| Własna (kg)                                 | 15 500                          | 18 200                          | 15 233            |
| Startowa (kg)                               | 24 500                          | 24 500                          | 26 638-27 363     |
| Startowa maksymalna (kg)                    | 31 000                          | 32 500                          | 30 000            |
| Zapas paliwa (l)                            | 17 080                          | 18 880                          | 13 414            |
| Osiągi                                      |                                 |                                 |                   |
| Prędkość maksymalna (km/h) na wysokości (m) | 433 5000                        | 454 5000                        | 420 4000          |
| Prędkość przelotowa (km/h) na wysokości     | 296 4000                        | 296 4000                        | 296 4000          |
| Prędkość wodowania (km/h)                   | 126                             | 130                             | 130               |
| Czas wznoszenia (min, s) na wysokość        | 11'53" 5000                     | 10'26" 5000                     | 10'37" 4000       |
| Pułap praktyczny (m)                        | 7630                            | 8780-9120                       | 8780              |
| Zasięg (km)                                 | 2352-7200                       | 6423-7152                       | 2222-4440         |
| Napęd                                       |                                 |                                 |                   |
| Silnik                                      | Kasei 12                        | Kasei 22                        | Kasei 22          |
| Moc startowa (KM)                           | 1530                            | 1850                            | 1850              |
| Typ śmigła                                  | Śmigło 4-łopatowe               | Śmigło 4-łopatowe               | Śmigło 4-łopatowe |
| Średnica śmigła (m)                         | 3,9                             | 3,9                             | 3,9               |
| Uzbrojenie                                  |                                 |                                 |                   |
| Strzeleckie (mm)                            | 2 x 20 + 4/7 x 7,7              | 5 x 20 + 3/4 x 7,7              | 1 x 20 + 1 x 13   |
| Bombowe (kg)                                | 2 x 800 lub 8 x 250 lub 16 x 60 | 2 x 800 lub 8 x 250 lub 16 x 60 | –                 |
| Torpedowe                                   | 2 x Typ 91                      | 2 x Typ 91                      | –                 |
| Załoga                                      |                                 |                                 |                   |
| Załoga                                      | 10                              | 10                              | 9+29/64           |

|                                           | Stanowisko | Stanowisko | Stanowisko | Stanowisko         | Stanowisko | Stanowisko |
| ----------------------------------------- | ---------- | ---------- | ---------- | ------------------ | ---------- | ---------- |
| Wersja                                    | Przednie   | Górne      | Tylne      | Boczne             | Dolne      | Dodatkowe  |
| H8K1 (13-Shi)                             | 1 x 20     | 1 x 20     | 1 x 20     | 2 x 20             | 1 x 7,7    | 2/3 x 7,7  |
| H8K1 Model 11                             | 1 x 7,7    | 1 x 20     | 1 x 20     | 2 x 7,7            | 1 x 7,7    | 2/3 x 7,7  |
| H8K2 Model 12 H8K3 Model 22 H8K4 Model 23 | 1 x 20     | 1 x 20     | 1 x 20     | 2 x 7,7 lub 2 x 20 | 1 x 7,7    | 2/3 x 7,7  |
| H8K2-L Model 23                           | 1 x 13     | –          | 1 x 20     | –                  | –          | –          |